# Павел Караджорджевич
Принц Павел Караджорджевич е сърбохърватски княз (принц) (на сръбски: Павле Карађорђевић), роден на 27 април 1893 г. в Санкт Петербург в Руската империя. Той е регент на Югославия в период, водещ до Втората световна война. Умира на 14 септември 1976 г. в Париж, Франция.

## Биография
Чичото на Павел е крал Петър I от Сърбия, а майка му е руска принцеса от семейство Демидов. Той получава образование в Женева и Белград, а през 1910 г. се мести във Великобритания, за да учи в Оксфордския университет. Учението му обаче е прекъснато от военна служба през Балканските войни и Първата световна война и той получава диплома едва през 1921 г. Интелигентен и урбанистичен човек, Павел лесно се придвижва в горните ешелони на британското общество и въпреки че е член на семейство Караджорджевич, той не е бил обременяван с политически задължения в Кралството на сърби, хървати и словенци. През 1923 г. се жени за принцеса Олга от Гърция и Дания; Принц Алберт, херцог на Йорк (по-късно Джордж VI) служи като негов кум. Малко след това Павел е назначен за вицекрал на Хърватия, но продължава да отделя голяма част от времето си за пътувания и артистични занимания. Той е запален колекционер на изкуство и когато през 1929 г. в Белград е основан Музеят за съвременно изкуство, самият Павел дарява много творби на европейски майстори от частната си колекция. През 1935 г. Музеят за съвременно изкуство е обединен с Музея за изкуство и история, а новата институция е преименувана на „Музей на принц Павел“ в знак на признание за неговото покровителство.
Когато кралят на Югославия Александър I е убит (9 октомври 1934 г.), Павел е назначен за регент на 11-годишния си племенник Петър II. Александър е установил кралска диктатура, която съвпада с установяването на Югославия през 1929 г., и въпреки че Павел не възстановява напълно демократичните права, той прави ходове в тази посока. Насърчава разговорите между правителството и опозиционните лидери в Хърватия, които водят до Споразум („Споразумението“) от 26 август 1939 г. Споразумението предоставя голяма автономия на Хърватия, но поражда недоволство сред сръбското ръководство.
Докато войната поглъща Европа, симпатиите на Павел се крият в британско-френската Антанта (в допълнение към личните връзки, които той е развил по време на престоя си в Англия, неговият зет е херцог на Кент), но се опитва да поддържа курс на неутралност. Крахът на Малката Антанта намалява регионалното влияние на Югославия и не след дълго Павел е принуден да се подчини на изискванията на Адолф Хитлер и да приведе страната си в съответствие със силите на Оста. На 27 март 1941 г., два дни след подписването на договор с Германия, Павел е свален от конспирация, водена от ген. Душан Симович и други офицери от военновъздушните сили. Павел бяга в Гърция, където е заловен от британските сили. Останалата част от войната прекарва в Кения и Южна Африка. След войната е обявен за враг на държавата от комунистическото югославско правителство, но не е изправен пред съда за военни престъпления от съюзниците. Установява се в Париж през 1949 г. и прекарва остатъка от живота си в изгнание.
Реабилитиран е посмъртно през 2011 г. от Висшия съд в Белград.